# Lanker
Lanker är ett mindre land i Terry Pratchetts Skivvärld. Landet förekommer i några av Skivvärldens böcker:
- Herrskap och häxor
- Häxkonster
- Masker

## Styre
Lanker styrs genom monarki. Nuvarande kung är Kung Verence II, uppfostrad till narr men blev sedan kung. Intresserar sig för att utveckla landet bland annat inom jordbruksområdet, bland annat genom växelbruk. Drottningen är Viväcka Vitlöök, en ganska typisk häxa som förekommer i rätt många av Skivvärldens böcker. I boken Häxkonster blir den förra kungen mördad. Vilket tydligen anses vara en naturlig orsak för just kungar i Lanker att dö av.

## Platser
- Lankers slott, vaktas av den som inte har något bättre för sig just då.
- Lankerstad, huvudstad i Lanker.

## Invånare
- Jason Ogg, Mästersmed och hovslagare. Skor bland annat Dödens häst.
- Agnes Nitt, häxa.
- Esmeralda Vädervax, häxa
- Gytha Ogg, häxa och mamma till Jason.